# Sportverein Eintracht Trier 05 2002-2003
Questa voce raccoglie le informazioni riguardanti lo Sportverein Eintracht Trier 05 nelle competizioni ufficiali della stagione 2002-2003.

## Stagione
Nella stagione 2002-2003 l'Eintracht Trier, allenato da Paul Linz, concluse il campionato di 2. Bundesliga al 7º posto. In Coppa di Germania l'Eintracht Trier fu eliminato al primo turno dal Norimberga.

## Rosa
| N. |                                 | Ruolo | Calciatore          |
| -- | ------------------------------- | ----- | ------------------- |
| 1  | Germania (bandiera)             | P     | Daniel Ischdonat    |
| 2  | Germania (bandiera)             | D     | Michael Prus        |
| 3  | Germania (bandiera)             | D     | Marcus Koster       |
| 4  | Bosnia ed Erzegovina (bandiera) | C     | Adnan Kevric        |
| 5  | Germania (bandiera)             | C     | Markus Lösch        |
| 6  | Germania (bandiera)             | D     | Roland Benschneider |
| 7  | Germania (bandiera)             | C     | Claus Grzeskowiak   |
| 8  | Germania (bandiera)             | C     | Niki Wagner         |
| 9  | Germania (bandiera)             | A     | Danny Winkler       |
| 10 | Germania (bandiera)             | C     | Rudi Thömmes        |
| 11 | Croazia (bandiera)              | A     | Antun Labak         |
| 12 | Germania (bandiera)             | C     | Carsten Marell      |
| 12 | Germania (bandiera)             | D     | Tobias Lorig        |
| 13 | Montenegro (bandiera)           | C     | Milorad Peković     |
| 14 | Germania (bandiera)             | C     | Sebastian Zimmer    |

| N. |                                 | Ruolo | Calciatore           |
| -- | ------------------------------- | ----- | -------------------- |
| 15 | Serbia (bandiera)               | D     | Milan Drageljevic    |
| 16 | Germania (bandiera)             | C     | Matthias Keller      |
| 17 | Ghana (bandiera)                | A     | Joseph Aziz          |
| 18 | Tunisia (bandiera)              | A     | Najeh Braham         |
| 19 | Bosnia ed Erzegovina (bandiera) | D     | Miodrag Latinovic    |
| 20 | Germania (bandiera)             | C     | Daniel Bauer         |
| 21 | Germania (bandiera)             | P     | Axel Keller          |
| 22 | Albania (bandiera)              | C     | Mehmet Dragusha      |
| 23 | Bosnia ed Erzegovina (bandiera) | P     | Faris Efendić        |
| 26 | Germania (bandiera)             | D     | Sammy Habte          |
| 27 | Croazia (bandiera)              | P     | Dario Krešić         |
| 29 | Serbia (bandiera)               | A     | Petar Divić          |
| 30 | Germania (bandiera)             | A     | Michael Fleck        |
| 32 | Germania (bandiera)             | A     | Christian Repplinger |
|    | Ghana (bandiera)                | A     | Lawrence Adjei       |

## Organigramma societario
Area tecnica
- Allenatore: Paul Linz
- Allenatore in seconda: Arno Michels
- Preparatore dei portieri: Jürgen Roth-Lebenstedt
- Preparatori atletici:

## Calciomercato

### Sessione estiva
| Acquisti | Acquisti          | Acquisti          | Acquisti |
| R.       | Nome              | da                | Modalità |
| -------- | ----------------- | ----------------- | -------- |
| A        | Lawrence Adjei    | Spartak Mosca     |          |
| C        | Daniel Bauer      | TuS Mayen         |          |
| D        | Milan Drageljevic | OFK Belgrado      |          |
| P        | Faris Efendić     | Tasmania Berlino  |          |
| P        | Axel Keller       | Schweinfurt 05    |          |
| A        | Antun Labak       | LR Ahlen          |          |
| C        | Markus Lösch      | Kickers Stoccarda |          |
| C        | Carsten Marell    | TV Echterdingen   |          |
| C        | Milorad Peković   | OFK Belgrado      |          |

| Cessioni | Cessioni          | Cessioni               | Cessioni |
| R.       | Nome              | da                     | Modalità |
| -------- | ----------------- | ---------------------- | -------- |
| P        | Christian Barbian | SF Köllerbach          |          |
| P        | Kai Hillmann      | SV Binsfeld            |          |
| C        | Kwaku Kyere       | SV Damla Genc Hannover |          |
| C        | Rodalec Souza     | Bonner                 |          |
| A        | Josephus Yenay    | União Madeira          |          |

### Sessione invernale
| Acquisti | Acquisti     | Acquisti             | Acquisti |
| R.       | Nome         | da                   | Modalità |
| -------- | ------------ | -------------------- | -------- |
| A        | Petar Divić  | Union Berlino        |          |
| P        | Dario Krešić | Stoccarda (juniores) |          |

| Cessioni | Cessioni | Cessioni | Cessioni |
| R.       | Nome     | da       | Modalità |
| -------- | -------- | -------- | -------- |

## Risultati

### 2. Bundesliga

#### Girone di andata
| Arbitro: | Jansen |

|                          |           |              |
| Braham 17’ Latinovic 57’ | Marcatori | 34’ Konetzke |

| Arbitro: | Weber |

|                           |           |  |
| Labak 24’ Braham 26’, 29’ | Marcatori |  |

| Arbitro: | Otte |

|  |           |                       |
|  | Marcatori | 6’ Braham 52’ Peković |

| Arbitro: | Kinhöfer |

|                             |           |  |
| Braham 17’ Winkler 71’, 82’ | Marcatori |  |

| Arbitro: | Stachowiak |

|                        |           |  |
| Bulajič 34’ Babatz 86’ | Marcatori |  |

| Arbitro: | Marks |

|                   |           |            |
| Beliakov 53’, 59’ | Marcatori | 26’ Braham |

| Arbitro: | Kammerer |

|                                                    |           |            |
| Kevric 17’ (rig.), 52’ (rig.) Labak 42’ Koster 47’ | Marcatori | 75’ Bayock |

| Arbitro: | Raquet |

|                                      |           |                    |
| García 17’ Ogungbure 45’ Spanier 53’ | Marcatori | 83’ Labak 88’ Aziz |

| Arbitro: | Krug |

|                        |           |                                |
| Braham 36’ Winkler 41’ | Marcatori | 8’ Guié-Mien 76’ Tsoumou-Madza |

| Amburgo 27 ottobre 2002, ore 15:00 CEST 10ª giornata | St. Pauli | 0 – 0 referto | Eintracht Treviri | Millerntor-Stadion (17 321 spett.)\| Arbitro: \| Brych \| |
| Arbitro:                                             | Brych     |               |                   |                                                           |

| Arbitro: | Walz |

|                             |           |              |
| Benschneider 51’ Braham 90’ | Marcatori | 65’ Feinbier |

| Arbitro: | Stark |

|            |           |  |
| Müller 41’ | Marcatori |  |

| Arbitro: | Trautmann |

|            |           |                            |
| Braham 59’ | Marcatori | 21’, 34’ Zandi 63’ Bärwolf |

| Arbitro: | Meyer |

|          |           |                        |
| Birk 87’ | Marcatori | 16’ Keller 90’ Winkler |

| Arbitro: | Fröhlich |

|            |           |            |
| Rische 61’ | Marcatori | 70’ Braham |

| Arbitro: | Wagner |

|                                     |           |                                   |
| Benschneider 25’ Winkler 75’ (rig.) | Marcatori | 23’ Scherz 52’ Cullmann 72’ Kreuz |

| Arbitro: | Wack |

|             |           |                                     |
| Vidolov 45’ | Marcatori | 48’ Peković 68’ Winkler 90’ Thömmes |

#### Girone di ritorno
| Arbitro: | Raquet |

|          |           |             |
| Örüm 42’ | Marcatori | 86’ Thömmes |

| Arbitro: | Strampe |

|                     |           |             |
| Braham 7’ Labak 29’ | Marcatori | 17’ Voronin |

| Arbitro: | Stachowiak |

|           |           |                  |
| Saenko 8’ | Marcatori | 86’ Benschneider |

| Arbitro: | Sippel |

|                     |           |                          |
| Keller 41’ Aziz 63’ | Marcatori | 17’ Plassnegger 82’ Kern |

| Arbitro: | Krug |

|                            |           |                                             |
| Zeyer 64’ (rig.) Gomis 86’ | Marcatori | 17’, 41’ Braham 31’ (aut.) Drsek 84’ Wagner |

| Arbitro: | Weiner |

|              |           |  |
| Dragusha 53’ | Marcatori |  |

| Arbitro: | Perl |

|  |           |           |
|  | Marcatori | 43’ Labak |

| Arbitro: | Weber |

|           |           |                         |
| Labak 34’ | Marcatori | 6’ Hoffmann 37’ Frommer |

| Arbitro: | Kinhöfer |

|                       |           |                                        |
| Beierle 15’ Jones 71’ | Marcatori | 24’ (rig.) Labak 82’ Peković 88’ Lösch |

| Arbitro: | Gräfe |

|            |           |                     |
| Kevric 38’ | Marcatori | 5’ Gerber 65’ Meier |

| Arbitro: | Trautmann |

|                       |           |                  |
| Anić 47’ Feinbier 77’ | Marcatori | 90’ Benschneider |

| Arbitro: | Wack |

|  |           |                |
|  | Marcatori | 90’ Bajramović |

| Arbitro: | Walz |

|                                             |           |             |
| Scharping 42’ Kullig 45’ (rig.) Bärwolf 88’ | Marcatori | 59’ Peković |

| Arbitro: | Margenberg |

|                  |           |                          |
| Benschneider 72’ | Marcatori | 28’ Hillebrand 38’ Ruman |

| Arbitro: | Lange |

|  |           |              |
|  | Marcatori | 77’ Teixeira |

| Arbitro: | Fleischer |

|           |           |                                            |
| Kurth 21’ | Marcatori | 40’ Dragusha 69’ Winkler 76’ (rig.) Koster |

| Arbitro: | Anklam |

|  |           |           |
|  | Marcatori | 20’ Okeke |

### Coppa di Germania
| Arbitro: | Kammerer |

|  |           |                       |
|  | Marcatori | 19’ Popovic 51’ Ćirić |

## Statistiche

### Statistiche di squadra
| Competizione      | Punti | In casa | In casa | In casa | In casa | In casa | In casa | In trasferta | In trasferta | In trasferta | In trasferta | In trasferta | In trasferta | Totale | Totale | Totale | Totale | Totale | Totale | DR |
| Competizione      | Punti | G       | V       | N       | P       | Gf      | Gs      | G            | V            | N            | P            | Gf           | Gs           | G      | V      | N      | P      | Gf     | Gs     | DR |
| ----------------- | ----- | ------- | ------- | ------- | ------- | ------- | ------- | ------------ | ------------ | ------------ | ------------ | ------------ | ------------ | ------ | ------ | ------ | ------ | ------ | ------ | -- |
| 2. Bundesliga     | 48    | 17      | 7       | 2       | 8       | 27      | 23      | 17           | 7            | 4            | 6            | 26           | 23           | 34     | 14     | 6      | 14     | 53     | 46     | +7 |
| Coppa di Germania | -     | 1       | 0       | 0       | 1       | 0       | 2       | 0            | 0            | 0            | 0            | 0            | 0            | 1      | 0      | 0      | 1      | 0      | 2      | -2 |
| Totale            | 48    | 18      | 7       | 2       | 9       | 27      | 25      | 17           | 7            | 4            | 6            | 26           | 23           | 35     | 14     | 6      | 15     | 53     | 48     | +5 |

### Andamento in campionato
| Giornata  | 1 | 2 | 3 | 4 | 5 | 6 | 7 | 8 | 9 | 10 | 11 | 12 | 13 | 14 | 15 | 16 | 17 | 18 | 19 | 20 | 21 | 22 | 23 | 24 | 25 | 26 | 27 | 28 | 29 | 30 | 31 | 32 | 33 | 34 |
| --------- | - | - | - | - | - | - | - | - | - | -- | -- | -- | -- | -- | -- | -- | -- | -- | -- | -- | -- | -- | -- | -- | -- | -- | -- | -- | -- | -- | -- | -- | -- | -- |
| Luogo     | C | C | T | C | T | T | C | T | C | T  | C  | T  | C  | T  | T  | C  | T  | T  | C  | T  | C  | T  | C  | T  | C  | T  | C  | T  | C  | T  | C  | C  | T  | C  |
| Risultato | V | V | V | V | P | P | V | P | N | N  | V  | P  | P  | V  | N  | P  | V  | N  | V  | N  | N  | V  | V  | V  | P  | V  | P  | P  | P  | P  | P  | P  | V  | P  |
| Posizione | 5 | 9 | 6 | 5 | 1 | 4 | 2 | 4 | 5 | 5  | 4  | 5  | 9  | 4  | 4  | 7  | 6  | 7  | 5  | 6  | 5  | 5  | 5  | 5  | 5  | 5  | 5  | 6  | 6  | 7  | 7  | 7  | 6  | 7  |

Legenda:

Luogo: C = Casa; T = Trasferta. Risultato: V = Vittoria; N = Pareggio; P = Sconfitta.

### Statistiche dei giocatori
| Giocatore       | 2. Bundesliga | 2. Bundesliga | 2. Bundesliga | 2. Bundesliga | Coppa di Germania | Coppa di Germania | Coppa di Germania | Coppa di Germania | Totale   | Totale | Totale      | Totale     |
| Giocatore       | Presenze      | Reti          | Ammonizioni   | Espulsioni    | Presenze          | Reti              | Ammonizioni       | Espulsioni        | Presenze | Reti   | Ammonizioni | Espulsioni |
| --------------- | ------------- | ------------- | ------------- | ------------- | ----------------- | ----------------- | ----------------- | ----------------- | -------- | ------ | ----------- | ---------- |
| L. Adjei        | 0             | 0             | 0             | 0             | 0                 | 0                 | 0                 | 0                 | 0        | 0      | 0           | 0          |
| J. Aziz         | 12            | 2             | 0             | 0             | 0                 | 0                 | 0                 | 0                 | 12       | 2      | 0           | 0          |
| D. Bauer        | 7             | 0             | 0             | 0             | 0                 | 0                 | 0                 | 0                 | 7        | 0      | 0           | 0          |
| R. Benschneider | 30            | 5             | 13            | 1             | 1                 | 0                 | 1                 | 0                 | 31       | 5      | 14          | 1          |
| N. Braham       | 29            | 13            | 7             | 0             | 1                 | 0                 | 0                 | 0                 | 30       | 13     | 7           | 0          |
| P. Divić        | 9             | 0             | 0             | 0             | 0                 | 0                 | 0                 | 0                 | 9        | 0      | 0           | 0          |
| M. Drageljevic  | 20            | 0             | 4             | 0             | 1                 | 0                 | 1                 | 0                 | 21       | 0      | 5           | 0          |
| M. Dragusha     | 28            | 2             | 3             | 1             | 1                 | 0                 | 0                 | 0                 | 29       | 2      | 3           | 1          |
| F. Efendić      | 0             | 0             | 0             | 0             | 0                 | 0                 | 0                 | 0                 | 0        | 0      | 0           | 0          |
| M. Fleck        | 0             | 0             | 0             | 0             | 0                 | 0                 | 0                 | 0                 | 0        | 0      | 0           | 0          |
| C. Grzeskowiak  | 24            | 0             | 4             | 1             | 1                 | 0                 | 0                 | 0                 | 25       | 0      | 4           | 1          |
| S. Habte        | 1             | 0             | 0             | 0             | 0                 | 0                 | 0                 | 0                 | 1        | 0      | 0           | 0          |
| D. Ischdonat    | 22            | 0             | 2             | 0             | 1                 | 0                 | 0                 | 0                 | 23       | 0      | 2           | 0          |
| A. Keller       | 12            | 0             | 0             | 0             | 0                 | 0                 | 0                 | 0                 | 12       | 0      | 0           | 0          |
| M. Keller       | 33            | 2             | 5             | 0             | 1                 | 0                 | 0                 | 0                 | 34       | 2      | 5           | 0          |
| A. Kevric       | 26            | 3             | 7             | 0             | 1                 | 0                 | 0                 | 0                 | 27       | 3      | 7           | 0          |
| M. Koster       | 7             | 2             | 0             | 0             | 0                 | 0                 | 0                 | 0                 | 7        | 2      | 0           | 0          |
| D. Krešić       | 1             | 0             | 0             | 0             | 0                 | 0                 | 0                 | 0                 | 1        | 0      | 0           | 0          |
| A. Labak        | 26            | 7             | 2             | 0             | 1                 | 0                 | 0                 | 0                 | 27       | 7      | 2           | 0          |
| M. Latinovic    | 26            | 1             | 5             | 0             | 1                 | 0                 | 0                 | 0                 | 27       | 1      | 5           | 0          |
| T. Lorig        | 0             | 0             | 0             | 0             | 0                 | 0                 | 0                 | 0                 | 0        | 0      | 0           | 0          |
| M. Lösch        | 27            | 1             | 6             | 0             | 1                 | 0                 | 0                 | 0                 | 28       | 1      | 6           | 0          |
| C. Marell       | 22            | 0             | 3             | 1             | 1                 | 0                 | 0                 | 0                 | 23       | 0      | 3           | 1          |
| M. Peković      | 29            | 4             | 8             | 0             | 1                 | 0                 | 0                 | 0                 | 30       | 4      | 8           | 0          |
| M. Prus         | 26            | 0             | 4             | 0             | 1                 | 0                 | 0                 | 1                 | 27       | 0      | 4           | 1          |
| C. Repplinger   | 2             | 0             | 0             | 0             | 0                 | 0                 | 0                 | 0                 | 2        | 0      | 0           | 0          |
| R. Thömmes      | 28            | 2             | 1             | 0             | 0                 | 0                 | 0                 | 0                 | 28       | 2      | 1           | 0          |
| N. Wagner       | 1             | 1             | 0             | 0             | 0                 | 0                 | 0                 | 0                 | 1        | 1      | 0           | 0          |
| D. Winkler      | 27            | 7             | 1             | 0             | 0                 | 0                 | 0                 | 0                 | 27       | 7      | 1           | 0          |
| S. Zimmer       | 1             | 0             | 0             | 0             | 0                 | 0                 | 0                 | 0                 | 1        | 0      | 0           | 0          |